# Eutanyacra suturalis
Eutanyacra suturalis là một loài tò vò trong họ Ichneumonidae.